# Calamoschoena ascriptalis
Calamoschoena ascriptalis är en fjärilsart som beskrevs av George Francis Hampson 1916. Calamoschoena ascriptalis ingår i släktet Calamoschoena och familjen Crambidae. Inga underarter finns listade i Catalogue of Life.